# Baeoanusia
Baeoanusia is een geslacht van vliesvleugeligen uit de familie Encyrtidae. De wetenschappelijke naam van dit geslacht is voor het eerst geldig gepubliceerd in 1915 door Girault.

## Soorten
Het geslacht Baeoanusia omvat de volgende soorten:
- Baeoanusia albifunicle Girault, 1932
- Baeoanusia magniclava Girault, 1915
- Baeoanusia xanthopleuron Schmidt & Noyes, 2003